# Павлувко (Хойницький повіт)
Павлувко (пол. Pawłówko) — село в Польщі, у гміні Хойниці Хойницького повіту Поморського воєводства.
Населення — 599 осіб (2011).
У 1975-1998 роках село належало до Бидгощського воєводства.

## Демографія
Демографічна структура станом на 31 березня 2011 року:
|          | Загалом | Допрацездатний вік | Працездатний вік | Постпрацездатний вік |
| -------- | ------- | ------------------ | ---------------- | -------------------- |
| Чоловіки | 301     | 74                 | 203              | 24                   |
| Жінки    | 298     | 71                 | 184              | 43                   |
| Разом    | 599     | 145                | 387              | 67                   |